# 門山宏哲
門山 宏哲（かどやま ひろあき、1964年9月3日 - ）は、日本の政治家、弁護士。自由民主党所属の元衆議院議員（4期）。
法務副大臣、法務大臣政務官を歴任した。

## 来歴

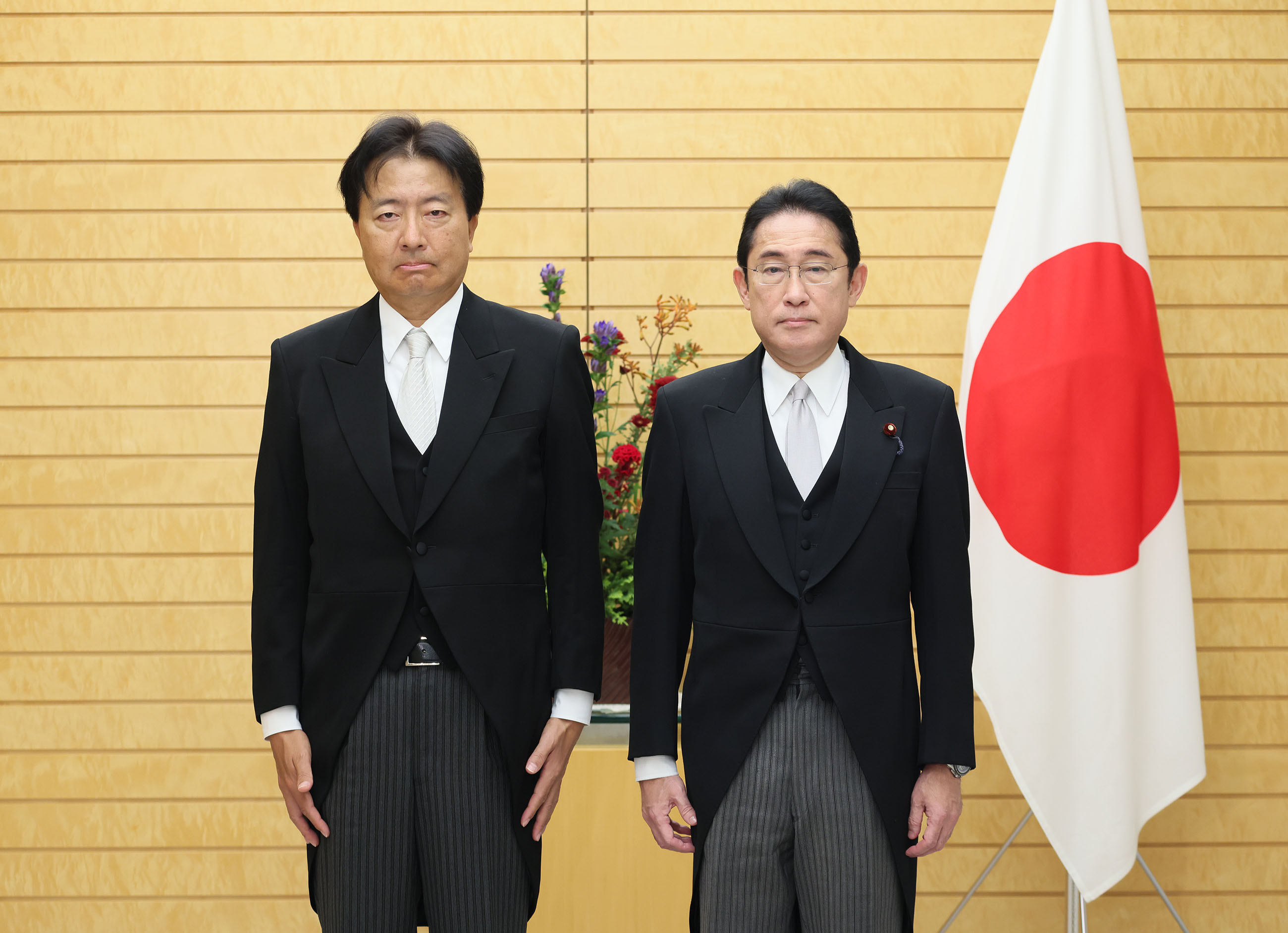
2023年10月、法務副大臣に再び就任した際に内閣総理大臣岸田文雄と

山口県生まれ、幼少期から千葉県千葉市で育つ。現住所は同市中央区登戸2丁目。千葉県立千葉高等学校卒業、中央大学法学部を卒業。大学卒業後、司法試験を受験し、1990年に合格。司法修習第45期を修了し、弁護士登録。その後2001年に門山綜合法律事務所を主宰し、千葉市障害者専門相談事業専任相談員や千葉青年会議所理事長を務める。
2012年（平成24年）、自由民主党千葉県連の候補者公募に応募。第46回衆議院議員総選挙で千葉1区に自民党から出馬し、民主党の田嶋要に敗れたが、比例南関東ブロックで復活して初当選。
2014年の第47回衆議院議員総選挙で千葉1区に自民党から出馬し、再び田嶋に敗れたが、比例復活で再選。
2017年の第48回衆議院議員総選挙では2度敗れた田嶋との接戦の末、初勝利を挙げて小選挙区初当選を果たした（田嶋は比例復活）。
2018年の 第4次安倍改造内閣で法務政務官に就任した。
2021年10月31日、第49回衆議院議員総選挙では田嶋に再び敗れたものの比例復活により4選。
2022年の第2次岸田第1次改造内閣において、法務副大臣に就任した。
2023年10月31日、第2次岸田第2次改造内閣で後任の法務副大臣だった柿沢未途が江東区長選挙で木村弥生の公職選挙法違反容疑に関与した責任を取って辞任したことを受け、後任の法務副大臣に就任した。内閣改造により同職を退任してからわずか1か月半での再登板となった。
2024年10月27日、第50回衆議院議員総選挙では田嶋に再び敗れ比例復活もできず落選。

## 政策・主張

### 憲法
- 憲法改正について、2017年、2021年のアンケートで「賛成」と回答[10][11]。

- 憲法9条への自衛隊の明記について、2021年のアンケートで「賛成」と回答[12]。

- 2014年7月1日、政府は従来の憲法解釈を変更し、集団的自衛権の行使を容認することを閣議で決定[13]。この閣議決定を評価するかとの問いに対し、同年の朝日新聞社のアンケートで「大いに評価する」と回答[14]。集団的自衛権の行使に賛成かとの問いに対し、同年の毎日新聞社のアンケートで「賛成」と回答[15]。

### 外交・安全保障
- 安全保障関連法の成立について、2017年のアンケートで「評価する」と回答[10]。

- 「他国からの攻撃が予想される場合には敵基地攻撃もためらうべきではない」との問題提起に対し、2021年のアンケートで「どちらとも言えない」と回答[11]。

- 「北朝鮮に対しては対話よりも圧力を優先すべきだ」との問題提起に対し、2017年のアンケートで「賛成」と回答[10]。2021年のアンケートで「どちらかと言えば賛成」と回答[11]。

- 普天間基地の辺野古移設について、2021年のアンケートで「賛成」と回答[11]。

- 日本による過去の植民地支配と侵略を認めて謝罪した「村山談話」の見直し論議について、2014年の毎日新聞社のアンケートで、選択肢以外の回答をした[15]。

- 従軍慰安婦に対する旧日本軍の関与を認めた「河野談話」の見直し論議について、2014年の毎日新聞社のアンケートで「見直すべき」と回答[15]。

- 第2次安倍内閣が2013年に提出した特定秘密保護法案は同年12月6日に可決成立した[16]。「こうした法律が日本に必要と思うか」との2014年の毎日新聞社のアンケートに対し、「必要」と回答[15]。

### ジェンダー
- 選択的夫婦別姓制度の導入について、2017年の朝日新聞社のアンケートでは「どちらかといえば反対」と回答[10]。2021年の朝日新聞社のアンケートで「どちらとも言えない」と回答[11]。2021年のNHKのアンケートでは回答しなかった[12]。

- 同性婚を可能とする法改正について、2021年のアンケートで「どちらかといえば反対」と回答[12]。

- 「LGBTなど性的少数者をめぐる理解増進法案を早期に成立させるべきか」との問題提起に対し、2021年のアンケートで「どちらとも言えない」と回答[11]。

- クオータ制の導入について、2021年のアンケートでは回答しなかった[12]。

### その他
- アベノミクスを評価する[15]。

- 軽減税率を導入すべき[15]。

- 原発は日本に必要[15]。

- ヘイトスピーチを法律で規制することに反対[15]。

- カジノ解禁に賛成[15]。

- 「『道徳』を小中学校の授業で教え、子供を評価することに賛成か、反対か」との問いに対し、2014年の毎日新聞社のアンケートで「賛成」と回答[15]。

## 所属団体・議員連盟
- 自民党たばこ議員連盟[17]
- 日本会議国会議員懇談会[18]
- 神道政治連盟国会議員懇談会[18]
- ボーイスカウト振興国会議員連盟 [19]

## 選挙歴
| 当落 | 選挙                   | 執行日         | 年齢 | 選挙区      | 政党       | 得票数    | 得票率 | 定数 | 得票順位 /候補者数 | 政党内比例順位 /政党当選者数 |
| ---- | ---------------------- | -------------- | ---- | ----------- | ---------- | --------- | ------ | ---- | ------------------ | ---------------------------- |
| 比当 | 第46回衆議院議員総選挙 | 2012年12月16日 | 48   | 千葉県第1区 | 自由民主党 | 6万9927票 | 30.18% | 1    | 2/5                | 2/6                          |
| 比当 | 第47回衆議院議員総選挙 | 2014年12月14日 | 50   | 千葉県第1区 | 自由民主党 | 7万6937票 | 37.31% | 1    | 2/4                | 5/8                          |
| 当   | 第48回衆議院議員総選挙 | 2017年10月22日 | 53   | 千葉県第1区 | 自由民主党 | 8万2838票 | 40.69% | 1    | 1/4                | /                            |
| 比当 | 第49回衆議院議員総選挙 | 2021年10月31日 | 57   | 千葉県第1区 | 自由民主党 | 9万9895票 | 43.73% | 1    | 2/2                | 7/9                          |
| 落   | 第50回衆議院議員総選挙 | 2024年10月27日 | 60   | 千葉県第1区 | 自由民主党 | 6万7432票 | 29.70% | 1    | 2/5                | 12/7                         |